# Calappa dumortieri
Calappa dumortieri is een krabbensoort uit de familie van de Calappidae. De wetenschappelijke naam van de soort is voor het eerst geldig gepubliceerd in 1962 door Guinot.